# Таировка (деревня)
Таи́ровка — деревня в Сасовском районе Рязанской области России. Входит в состав Трудолюбовского сельского поселения.

## География
- деревня Трудолюбовка в 4 км к северо-востоку по щебёнчатой дороге;
- деревня Кузьминка в 5,5 км к северо-востоку по грунтовой дороге;
- казарма 399 км (разъезд Таировка) в 4,5 км к юго-востоку по железной дороге;
- деревня Чёрная Речка в 3 км к югу через железнодорожный переезд по грунтовой дороге;
- посёлок Батьки в 6 км к юго-западу через железнодорожный переезд по грунтовой дороге;
- деревня Мурзинки в 4 км к северо-западу по железной дороге.

Не имеет дороги с асфальтовым покрытием (ближайшая в 4 км к северо-востоку в деревне Трудолюбовка. Расположена в 24 км по автодороге (часть пути занимает каменная дорога), в 14 километрах по железной дороге к юго-востоку от райцентра Сасово, в 100 метрах (по грунтовой дороге) от ближайшей железнодорожной платформы 395 км. В непосредственной близости от деревни находятся дачные участки.  В силу специфичности почвенной структуры и подходящими ландшафтами окрестности изобилуют змеями, в большей степени ужами обыкновенными.

## Население
| 1914 | 1984 | 1989 | 2007 | 2010 |
| ---- | ---- | ---- | ---- | ---- |
| 726  | ↘20  | ↗150 | ↘83  | ↘78  |